# Тосича
Тосича (итал. Tossicia) је насеље у Италији у округу Терамо, региону Абруцо.
Према процени из 2011. у насељу је живело 283 становника. Насеље се налази на надморској висини од 418 м.

## Становништво
Према резултатима пописа становништва 2011. у општини је живело 1.418 становника.
| 1931. | 1936. | 1951. | 1961. | 1971. | 1981. | 1991. | 2001. | 2011. |
| ----- | ----- | ----- | ----- | ----- | ----- | ----- | ----- | ----- |
| 2.644 | 2.720 | 2.780 | 2.351 | 1.676 | 1.519 | 1.456 | 1.497 | 1.418 |